# 米爾福德 (愛荷華州)
米爾福德（英語：Milford）是一個位於美國愛荷華州迪金森縣的城市。

## 地理
米爾福德的座標為43°19′37″N 95°09′03″W / 43.32694°N 95.15083°W，而該地的平均海拔高度為439米（即1440英尺）。

## 人口
根據2010年美國人口普查的數據，米爾福德的面積為5.93平方千米，當中陸地面積為5.90平方千米，而水域面積為0.03平方千米。當地共有人口2898人，而人口密度為每平方千米488人。